# Primulina jiuwanshanica
Primulina jiuwanshanica là một loài thực vật có hoa trong họ Tai voi (Gesneriaceae). Loài này có ở Quảng Tây (Trung Quốc), được W.T.Wang mô tả khoa học đầu tiên năm 1992 dưới danh pháp Chirita jiuwanshanica. Năm 2011, Yin Z.Wang chuyển nó sang chi Primulina.